# Бібія Керла
Бібія Керла (нар. 23 жовтня 1959 року) — боснійська ковзанярка. Вона брала участь у Зимових Олімпійських іграх 1984 та Зимових Олімпійських іграх 1988 року, представляючи Югославію.
 

## Біографія
Бібія Керла народилась 23 жовтня 1959 року. Боснійська ковзанярка на довгих трасах двічі брала участь у зимових Олімпійських іграх, дебютувавши в 1984 році в Сараєво і вдруге в 1988 році. Найкращі виступи Керли були на 3000 метрів у 1984 році та на 1000 метрів у 1988 році, на обох дистанціях вона фінішувала двадцять шостою.
Керла чотири рази брала участь у багатоборстві чемпіонату Європи, з найкращим результатом - двадцять п’яте місце. Спортсменка двічі виступала на старті на чемпіонаті світу з багатоборства, де в 1985 році вона зайняла тридцять перше місце.
Керла також брала участь у чемпіонаті світу зі спринту. Ця єдина участь у 1989 році призвела до двадцять восьмого місця після чотирьох дистанцій.

## Результати
- 1984 рік - Олімпійські ігри: 32-а - 500 м, 36-а - 1000 м, 32-а - 1500 м, 26-а - 3000
- 1985 рік - Чемпіонат світу з багатоборства на ковзанах серед жінок: 31-а
- 1986 рік - Чемпіонат світу з багатоборства на ковзанах серед жінок: 32-а
- 1986 рік - Чемпіонат Європи серед жінок із швидкісного катання: 26-а
- 1987 рік - Чемпіонат Європи серед жінок із швидкісного катання: 28-а
- 1988 рік - Олімпійські ігри: 30-а -500 м, 26 - 1000 м, 28 - 1500 м
- 1988 рік - Чемпіонат Європи серед жінок із швидкісного катання: 25-а
- 1989 рік - Чемпіонат світу зі спринту у швидкісному катанні: 28-а
- 1990 рік - Чемпіонат Європи серед жінок із швидкісного катання: 28-а

## Особисті рекорди
- 22 лютого 1988 року, Канада  - 500 метрів за 44,47 сек
- 26 лютого 1988 року, Канада - 1000 м за 1.30,89
- 27 лютого 1988 року, Канада - 1500 м	за 2.21,69
- 20 листопада 1987 року, Німеччина - 3000 м за 5.19,31
- 19 січня 1986 року, Югославія - 5000 м за 9.18,24